# Rafa Vecina
Rafael Vecina Aceijas, detto Rafa (Badalona, 26 aprile 1964), è un ex cestista spagnolo.

## Carriera
Con la Spagna ha disputato i Campionati europei del 1989 e i Campionati mondiali del 1994.

## Palmarès
- Supercoppa spagnola: 1

Joventut Badalona: 1985
- Liga catalana: 1

Barcellona: 1982